# Ordinariat militaire catholique d'Allemagne
L'ordinariat militaire catholique d'Allemagne est créé le 20 juillet 1933, succédant au Vicariat apostolique militaire d'Allemagne. L'ordinariat est dirigé par un évêque, et aucun suffragant ne lui est attaché. L'ordinariat militaire est actuellement dirigé par Franz-Josef Overbeck depuis 2011.

## Paroisses
En 2004, l'ordinariat comportait quatre-vingt-dix-sept paroisses réparties entre quatre doyennés ou décanats :
- le décanat d'Erfut, pour les länder de Berlin, Brandebourg, Thuringe, Saxe, Saxe-Anhalt, Brême et Basse-Saxe ;
- le décanat de Kiel, pour ceux de Hambourg, Mecklembourg-Poméranie-Occidentale et Schleswig-Holstein ;
- le décanat de Mayence, pour ceux de Hesse, Rhénanie-du-Nord-Westphalie, Rhénanie-Palatinat et Sarre ;
- le décanat de Munich, pour ceux de Bavière et Bade-Wurtemberg.

## Cathédrales
La basilique Saint-Jean-Baptiste de Berlin est l'église cathédrale de l'ordinariat militaire et, depuis le 3 décembre 1906, une basilique mineure.
L'église Saint-Michel de Berlin est l'ancienne église cathédrale de l'ordinariat militaire.
L'église Sainte-Elisabeth de Bonn est l'ancienne église cathédrale de l'ordinariat militaire.

## Ordinaires
- 1868-1872 : Franz Adolf Namszanowski[4]
- 1888-1903 :  Johannes Maria Assmann[5]
- 1903-1913 : Heinrich Vollmar[6]
- 1913-1920 : Heinrich Joeppen[7]
- 1938-1945 : Franz Justus Rarkowski, SM[8]
- 1956-1960 : Josef Wendel[9]
- 1961-1978 : Franz Hengsbach[10]
- 1978-1990 : Elmar Maria Kredel[11]
- 1990-2000 : Johannes Dyba[12]
- 2000-2010 : Walter Mixa[13]
- depuis 2011 : Franz-Josef Overbeck[14]